# Охля (Великопольське воєводство)
Охля (пол. Ochla) — село в Польщі, у гміні Поґожеля Гостинського повіту Великопольського воєводства.
Населення — 79 осіб (2011).
У 1975-1998 роках село належало до Лешненського воєводства.

## Демографія
Демографічна структура станом на 31 березня 2011 року:
|          | Загалом | Допрацездатний вік | Працездатний вік | Постпрацездатний вік |
| -------- | ------- | ------------------ | ---------------- | -------------------- |
| Чоловіки | 43      | 12                 | 27               | 4                    |
| Жінки    | 36      | 7                  | 23               | 6                    |
| Разом    | 79      | 19                 | 50               | 10                   |